# 谷村 (島根県)
谷村（たにむら）は、島根県邑智郡にあった村。現在の飯石郡飯南町の一部にあたる。

## 地理
- 河川：塩谷川[1]

## 歴史
- 1889年（明治22年）4月1日、町村制の施行により、邑智郡塩谷村、井戸谷村、畑田村が合併して村制施行し、谷村が発足[2][3]。
- 1953年（昭和28年）4月1日 - 飯石郡赤名町と合併し、赤名町が存続して廃止された[2][3]。

## 産業
- 麻、茶などを主とした農業[1]。